# Posizioni compromettenti
Posizioni compromettenti è un film del 1985 diretto da Frank Perry e con Susan Sarandon per protagonista, tratto dal romanzo omonimo del 1978 di Susan Isaacs, autrice anche della sceneggiatura.

## Trama
Long Island, anni Ottanta. Judith Singer è un'ex giornalista del Newsday sposata con Bob. Quando il suo dentista, il dottor Bruce Fleckstein, viene trovato assassinato nel suo studio, Judith coglie l'occasione per avviare una piccola indagine personale nella speranza che ne derivi un servizio da vendere al suo vecchio giornale. Ma Judith è anche l'ultima persona ad aver visto Fleckstein vivo, il che fa sì che il detective David Suarez la consideri una potenziale sospettata.
Verrà fuori che Fleckstein era un libidinoso con il vizio di fotografare le sue numerose pazienti-amanti in pose equivoche sulla sua poltrona da dentista.